# Таранов Борис Павлович
Борис Павлович Таранов (2 липня 1904, Київ — 21 січня 1987) — професор-теплотехнік, доктор технічних наук.

## Біографія
Народився 2 липня 1904 року в Києві. З 1944 року працював в Київському політехнічному інституті, провідний вчений в галузі теплотехніки, завідувач кафедрою парових і газових турбін КПІ.
Його нова турбіна виготовлялась для Болгарії і Кореї. Мав патенти на винаходи в США, Англії та інших країнах.
Нагороджений орденами Леніна, Трудового Червоного Прапора, п'ятьма медалями.
Помер 21 січня 1987 року. Похований в Києві на Лук'янівському цвинтарі (ділянка № 29).